# Alan Sroufe
Lawrence Alan Sroufe ist ein US-amerikanischer Entwicklungspsychologe und Hochschullehrer.

## Leben
Sroufe studierte Klinische Psychologie an der University of Wisconsin und schloss das Studium 1967 mit dem Ph.D. ab. Seit 1976 ist er Professor am Institute of Child Development an der University of Minnesota. Er forscht insbesondere zu Entwicklungspsychologie und kindliche Bindung. 2005 ernannte ihn die Universität Leiden zum Ehrendoktor.

## Auszeichnungen (Auswahl)
- Emmy für die Mitwirkung an der TV-Produktion Time to Grow, 1992
- Bowbly Ainswort Award, 2007
- Maccoby Book Award, APA, Division 7, 2007
- G. Stanley Hall Distinguished Scientific Contribution Award, APA, Division 7, 2007

## Schriften (Auswahl)
- Knowing and enjoying your baby, Prentice Hall (Spectrum), New York 1977.
- mit Ganie B. DeHart, Robert G. Cooper: Child development. Its nature and course, 5. Aufl., McGraw-Hill, New York 2004.
- Der Weg zur eigenen Persönlichkeit. Wie Bindungserfahrungen uns lebenslang prägen, Klett-Cotta, Stuttgart 2022, ISBN 978-3-608-98082-0.